# Pastorale di Altobello Averoldi
Il pastorale di Altobello Averoldi è un bastone pastorale in rame argentato attribuibile a un cesellatore bresciano, databile tra il 1512 e il 1531 e conservato nel tesoro della collegiata dei Santi Nazaro e Celso di Brescia. Il pastorale appartenne al prelato Altobello Averoldi, da cui il nome.

## Storia
Il pastorale appartenne a Altobello Averoldi, vescovo di Pola dal 1497 al 1531 e prelato molto importante e influente nella Repubblica di Venezia della prima metà del Cinquecento, prevosto della collegiata dei Santi Nazaro e Celso di Brescia tra il 1512 e la morte, avvenuta nel 1531.
Dato che il bastone appartenne a lui ed è legato alla storia della collegiata, alla quale poi appartenne definitivamente come parte del tesoro, la commissione è da collocare tra queste due date. Morto l'Averoldi, il bastone fu trasferito nel tesoro, come detto, ed è ancora qui custodito.

## Descrizione
Il bastone è impostato secondo la composizione tradizionale, con asta e puntale a riccio. È quest'ultima la parte artisticamente più elaborata, in rame, composta da più settori sovrapposti: un tempietto cesellato, un nodo con incastonati cristalli molati e il riccio vero e proprio, reso con un giro di fogliami.
L'asta è suddivisa in quattro segmenti a sezione pentagonale, intervallati da sfere dorate e cespi di fogliame. Lo stato di conservazione è discreto, in quanto le varie e sottili lamelle del fogliame sono piuttosto danneggiate dall'usura.

## Stile
Come già è possibile stabilire attraverso la datazione tradizionale, anche dal punto di vista stilistico il pastorale è collocabile alla prima metà del Cinquecento. Ciò è rilevabile da vari particolari concentrati nel puntale, quali il riccio ritorto in un'articolata voluta vegetale, elemento decorativo tipico del pieno Rinascimento, e il tempietto esagonale con archi a tutto sesto su lesene. La calotta dello stesso tempietto, inoltre, è lavorata a sbalzo con elementi vegetali che rimandano agli arabeschi di gusto veneziano.
Più complesso stabilire l'autore, probabilmente un cesellatore di cultura bresciana.
Si tratta del manufatto più antico e prezioso del tesoro della collegiata, da leggere all'interno della grande produzione orafa che contraddistinse l'arte bresciana tra la seconda metà del Quattrocento e l'inizio del Cinquecento.